# Vargarna
Vargarna är en svensk speedwayklubb från Norrköping. Hemmabana är Kråkvilan, numera Boardic Arena.
Sedan säsongen 2015 tävlar Vargarna i Sveriges näst högsta serie, Allsvenskan. Säsongen 2014 präglades av dålig ekonomi. Den ansträngda ekonomiska situationen resulterade i att klubben bestämde sig för att dra sig ur Elitserien och starta om i Allsvenskan. Efter att ha fått god ekonomi och en andraplats i allsvenskan 2023 så valde man att avancera till elitserien igen från och med säsongen 2024.

## Namn
Namnet Vargarna är taget från företaget Vargen, som tillverkade regnkläder. Därifrån kommer också klubbmärket, som är en spegelvänd bild av det varghuvud som var företagets logotyp.

## SM-guld[4]
- 1949
- 1951
- 1953
- 1954
- 1960
- 1961

## Framstående förare
- Jason Crump
- Dan Forsberg
- Erik Gundersen
- Niklas Karlsson
- Patrik Karlsson
- Björn Knutsson
- Peter Nahlin
- Jimmy Nilsen
- Varg-Olle Nygren
- Tai Woffinden